# میرالم پیانیچ

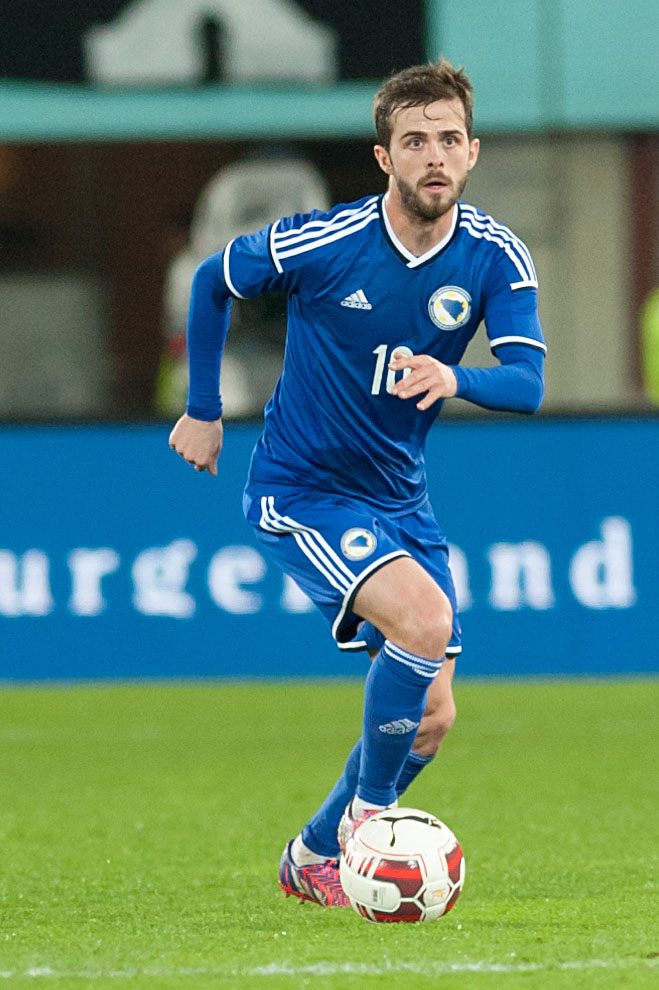
پیانیچ در سال ۲۰۱۵

میرالم پیانیچ (انگلیسی: Miralem Pjanić؛ زادهٔ ۲ آوریل ۱۹۹۰) بازیکن فوتبال اهل کشور بوسنی و هرزگوین است  

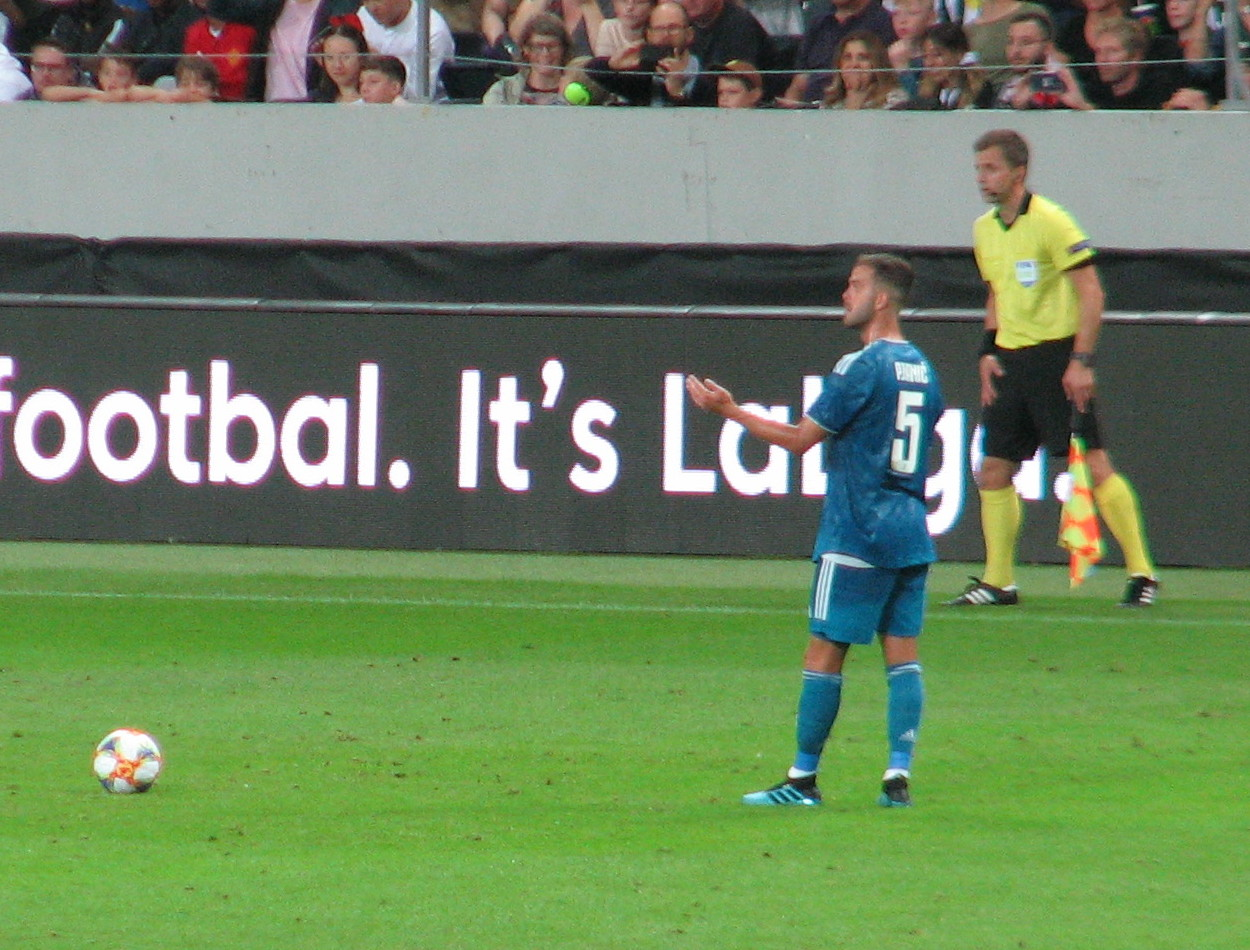
پیانیچ در سال ۲۰۱۹

پیانیچ در ۱۳ ژوئن ۲۰۱۶ با قراردادی ۵ ساله به ارزش ۳۲ میلیون یورو از آ.اس. رم به یوونتوس پیوست.
در ۲۹ ژوئن ۲۰۲۰، باشگاه یوونتوس اعلام کرد که برای انتقال پیانیچ در ازای ۶۰ میلیون یورو، به‌علاوه ۵ میلیون یورو بندهای متغیر، با باشگاه بارسلونا به توافق رسیده است؛ بر اساس این معاوضه آرتور ملو نیز از بارسلونا به یوونتوس پیوست.

## زندگی شخصی
میرالم پیانیچ یک فرد مسلمان است که پسری به نام ادین دارد و همراه دوست قدیمی خود به نام جوزفیا زندگی می‌کند و همچنین به جز زبان بوسنیایی به ۵ زبان دیگر هم مسلط است: لوکزامبورگی، فرانسوی، انگلیسی، آلمانی و ایتالیایی.
پیانیچ در دانشگاه سارایوو ثبت نام کرده و در رشته‌های ورزشی و تربیت بدنی فعالیت می‌کند.

## افتخارات
- سری آ: ۲۰۱۶–۲۰۱۷، ۲۰۱۷–۲۰۱۸، ۲۰۱۸–۲۰۱۹
- کوپا ایتالیا: ۲۰۱۶–۲۰۱۷، ۲۰۱۷–۲۰۱۸
- سوپرجام فوتبال ایتالیا: ۲۰۱۸-۲۰۱۷
- جام خوان گمپر: ۲۰۲۱–۲۰۲۰
- کوپا دل ری: ۲۰۲۰–۲۰۲۱